# Sarpol-e Sahab
Sarpol-e Sahab (persisch سرپل ذهاب, DMG Sarpol-i Ẕahāb, kurdisch سەرپێڵی زەهاو Serpêllî Zehaw) ist eine Stadt in der iranischen Provinz Kermanschah in der Nähe der Grenze zum Irak. Sie steht an der Stelle des historischen Hulwan und ist damit das Tor zum geschichtsträchtigen Paitak Pass, der über das Zagros-Gebirge ins Iranische Binnenbecken führt. Die Hauptstadt des gleichnamigen Verwaltungsbezirks liegt im Zagros-Gebirge und ist mehrheitlich von Kurden bewohnt.

## Geschichte
An der nordöstlichen Stadtgrenze sind vier Reliefs aus zu sehen, die den lullubäischen König Anubanini darstellen. Sie stammen aus der Zeit von 2000 v. Chr. und sind die ältesten bekannten Felsreliefs des Iran. Ein fünftes, jüngeres Relief bildet einen Herrscher namens Gotarzes ab, vermutlich Gotarzes II.
Früher bestand an der Stelle der Stadt die antike Ortschaft Hulwan, die im 7. Jahrhundert verlassen wurde.
Die Stadt war während des Iran-Irak-Kriegs heftig umkämpft und wurde dabei fast völlig zerstört. Nach dem Krieg wurde die Stadt wieder aufgebaut.
Unter Mahmud Ahmadineschād wurden hier bis 2007 hunderte Wohnungen im Rahmen des sozialen Wohnbauprojekts Mehr (Fārsī für Nächstenliebe) errichtet. Während des Erdbebens im November 2017 wurde die Stadt erneut schwer beschädigt. Besonders viele Todesopfer waren in den Neubauten aus der Zeit Ahmadineschāds zu beklagen. Präsident Hassan Rohani meinte dazu: „Dass privat gebauten Häuser intakt geblieben sind, während die vom Staat errichteten Gebäude schwer beschädigt wurden, deutet auf Korruption hin.“ Er kündigte an, die Verantwortlichen zur Rechenschaft ziehen zu wollen.

## Sehenswürdigkeiten
Der Fluss Alwand, der durch die Stadt fließt, bildet etwa 10 Kilometer stromaufwärts den Piran Wasserfall, mit etwa 100 Metern Fallhöhe einer der höchsten Wasserfälle im Iran.

## Bilder

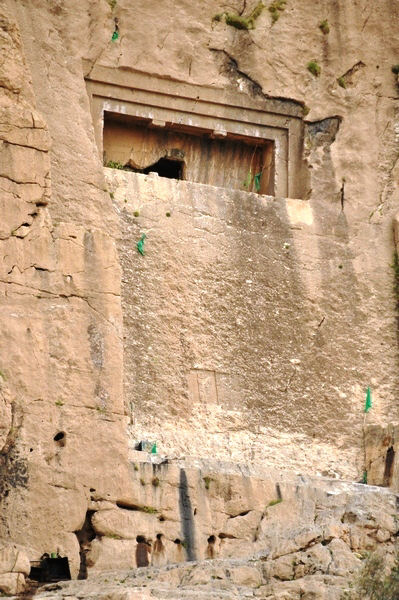
Das Felsengrab Dukkan-e Daud
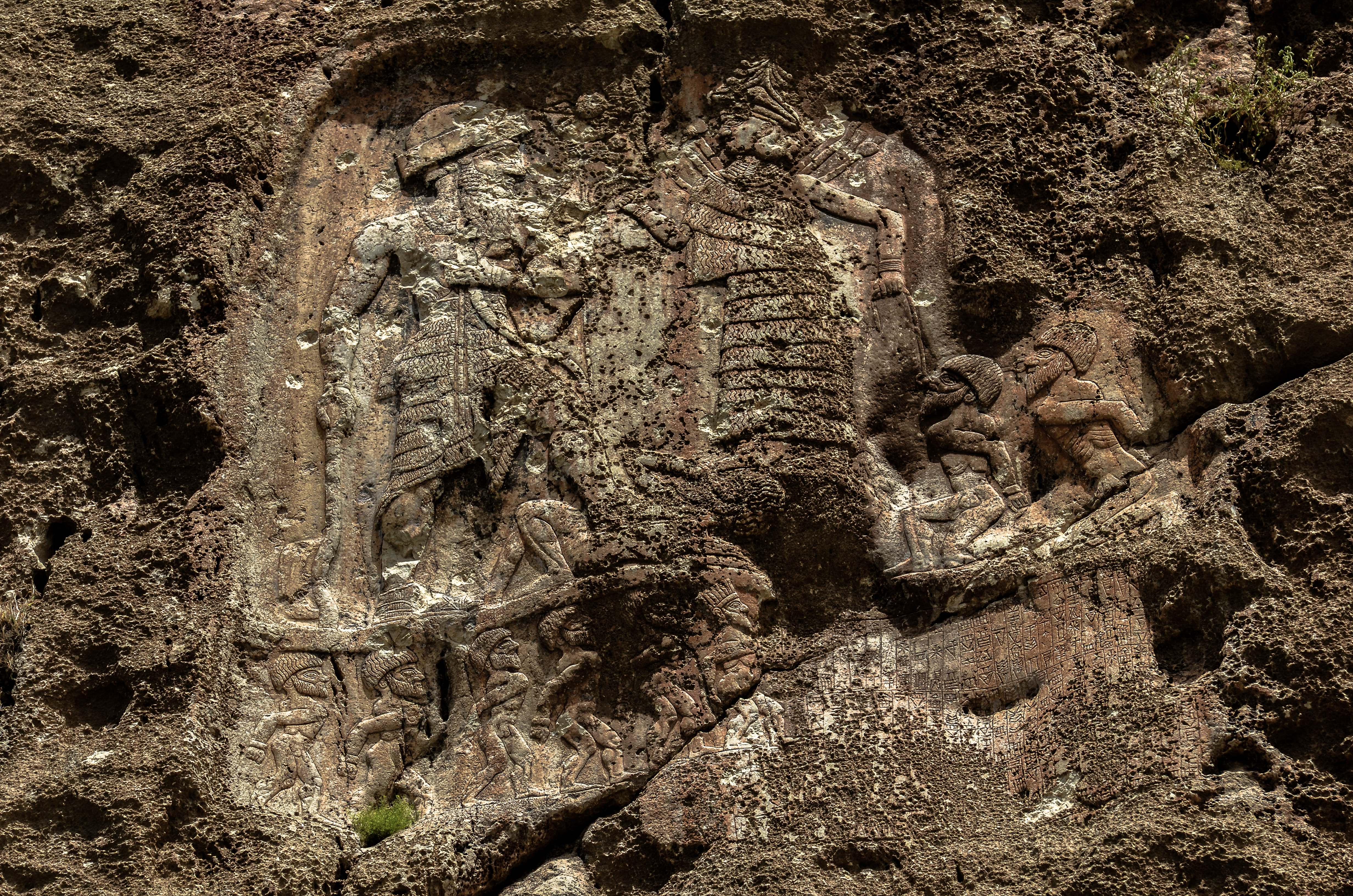
Relief des Anubanini
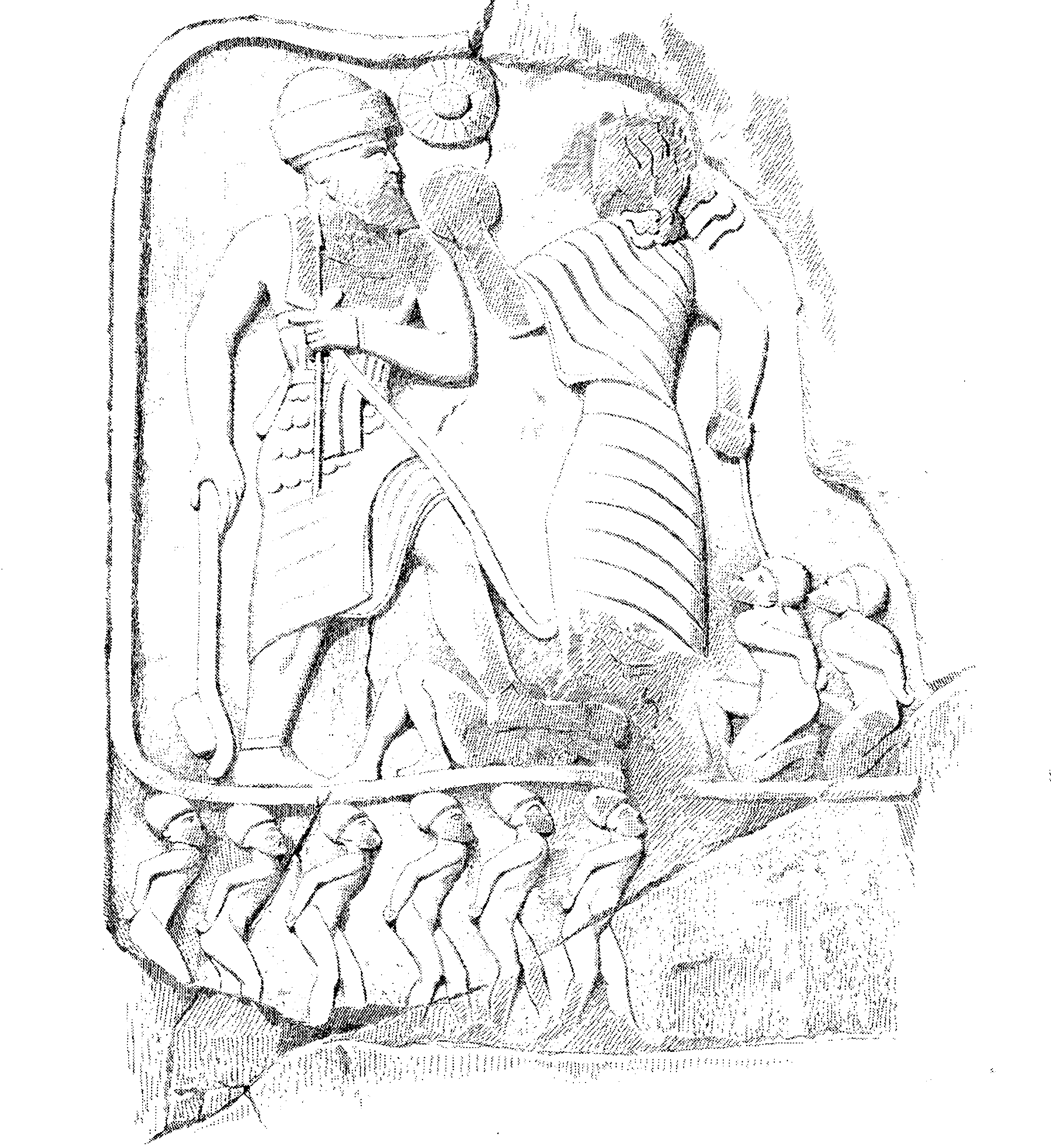
Zeichnung des Reliefs von Pascal Coste
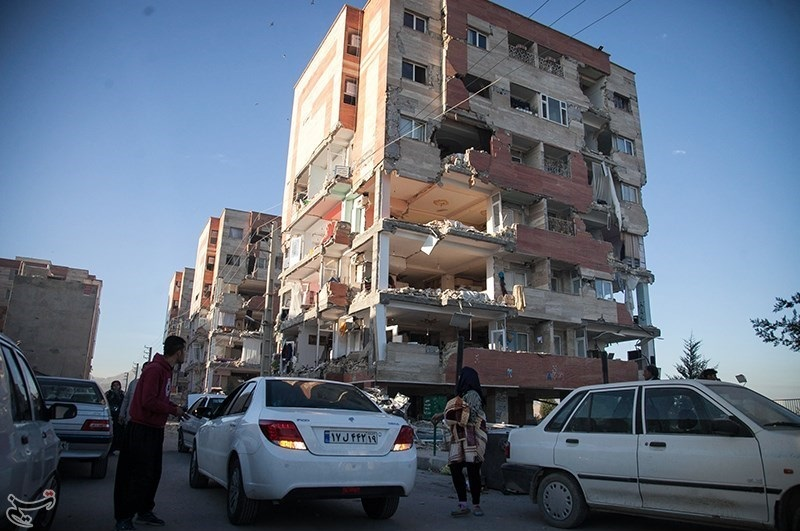
Schäden in der Stadt nach dem Erdbeben von 2017
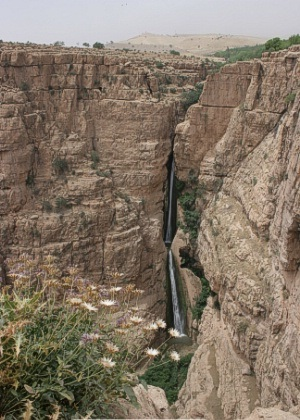
Piran Wasserfall

## Persönlichkeiten
- Bakhtiar Rahmani (* 1991), Fußballspieler